# Ferdinand Flach
Ulrik Ferdinand Flach, född 29 mars 1820 i Sandhems socken, död 26 december 1891 i Stockholm, var en svensk skolman och läroboksförfattare.
Ulrik Ferdinand Flach var son till brukspatronen Hans Philip Flach och hans hustru Mathilda Magdalena Oijens. Efter läroverksstudier i Skara blev Flach student vid Uppsala universitet 1838 och filosofie magister där 1845. År 1849 utnämndes han till kollega vid Skara läroverk, blev lektor där 1849, en tjänst han innehade till 1885. Flach skrev ett flertal läroböcker i tyska, som länge användes allmänt vid läroverken. Han var riddare av Nordstjärneorden.